# 楊重
楊重（1441年—？），字質夫，陝西平涼府涇州靈臺縣人，民籍。明朝政治人物。進士出身。

## 生平
陝西鄉試第九名。成化五年（1469年）乙丑科會試第一百十一名，殿試登進士第三甲第十一名。授临汾知县，升河南钧州知州。

## 家族
曾祖父楊時。祖父楊顏，曾任司牧局大使。父亲楊磐，曾任知縣。